# François Damant
François Damant (-Courtrai, 20 de agosto de 1611) fue un noble flamenco al servicio de Felipe II de España como bibliotecario real en los Países Bajos.

## Biografía
Fue el último de los hijos de Pierre Damant (-1568) y Adrienne Bave. Sus hermanos fueron sus hermanos:
- Jacqueline (-1552), casada con Viglius van Aytta, baron del Sacro Imperio (1507-1577).
- Nicholas (1531-1616), canciller de Brabante, guardasellos y presidente del Consejo de Flandes. Casado con Barbe Brant, con descendencia.
- Marguerite, casada en 1546 con Léonard, baron de Tassis (1521-1612) con descendencia.
- Pierre, obispo de Gante.
- Barbe, casada en primeras nupcias en 1552 con Lazare Tucher (-1560); y en segundas, con Antoine van Oss, señor de Heembeek (-1594).
- Jean, Amman de Amberes.

Desde el 27 de mayo de 1577 hasta 1596 fue guardajoyas de Felipe II de España en Flandes. Además se le encargó la biblioteca real de Bruselas que el rey poseía como soberano de los Países Bajos.
En 1587 su hermano fue nombrado guardasellos de Flandes por Felipe II. Como consecuencia de este nombramiento fue llamado a Madrid para presidir el recién creado consejo de Flandes y Borgoña. François partió junto a su hermano a Madrid, en mayo de 1587. En su séquito de unas treinta personas, se encontraba Jehan Lhermite, también flamenco, que escribiría desde 1597 una relación sobre su propio viaje a España.
Una vez en Madrid, donde llegaron el 30 de agosto de 1587, fueron recibidos por el monarca, quién días después armaría caballeros a los hermanos Damant.
Desde 1593 a 1608 desempeñó el cargo de gran bailío de la ciudad de Courtrai.
Murió en Courtrai.

## Matrimonio y descendencia
Contrajo matrimonio con Louise de Sicleers, señora de Diestvelt. Louise era hija de Guillaume de Sicleers, señor de Eetvelde (-1572) y Catherine d'Auxy.
El matrimonio tendría una hija, Louise, casada el 15 de octubre de 1608 con Jean de Crombrugghe, señor de Broucke (-1634) con descendencia.

### Individuales
1. ↑  Jean Francois Broncaert, ed. (1705). Le théâtre de la noblesse du Brabant représentant les érections des terres, seigneuries, et noms des personnes, et des familles titrées, les créations des chevaleries, et octroys des marques d'honneur et de noblesse. : accordez par les princes souverains Ducs de Brabant, jusques au roy Philippe V, a present regnant (en francés). Lieja. p. 256. Consultado el 8 de septiembre de 2023.
2. ↑  «JUSTIN CROFT SIXTEEN F R O M T H E SIXTEEN HUNDREDS 9. DAMANT, François and Nicolas and family. [Heraldic pedigree. Low Countries, c. 1620].». Justin Croft (en inglés).
3. ↑  Ceballos-Escalera y Gila, Alfonso (1993). Heraldos y reyes de armas en la corte de España. pp. 282-283. ISBN 978-84-86568-49-8. Consultado el 8 de septiembre de 2023.
4. ↑  «Nicolas Damant». Base Roglo.
5. ↑  Hortal Muñoz, José Eloy. «Nicolas Damant». Diccionario biográfico español. Real Academia de la Historia.
6. ↑  Comité international de paléographie latine (2003). La collaboration dans la production de l'écrit médiéval: actes du XIIIe Colloque international de paléographie latine (Weingarten, 22-25 september 2000) (en francés). Librairie Droz. p. 185. ISBN 978-2-900791-59-2. Consultado el 7 de septiembre de 2023.
7. ↑  Marchal, François Joseph; Bibliothèque royale des ducs de Bourgogne (1842). Catalogue des manuscrits de la Bibliothèque royale des Ducs de Bourgogne (en francés). Muquardt. pp. CXXIX-CXXX. Consultado el 7 de septiembre de 2023.
8. ↑  Bibliothèque royale de Belgique (2009). La librairie des ducs de Bourgogne: manuscrits conservés à la Bibliothèque royale de Belgique (en francés). Brepols. p. 41. ISBN 978-2-503-52989-9. Consultado el 7 de septiembre de 2023.
9. ↑  Mussely, Charles (1854). Inventaire des archives de la ville de Courtrai (en francés). Mussely-Bondewyn et frère. p. 26. Consultado el 8 de septiembre de 2023.